# Scorpaenodes englerti
Scorpaenodes englerti là một loài cá biển thuộc chi Scorpaenodes trong họ Cá mù làn. Loài này được mô tả lần đầu tiên vào năm 1971.

## Từ nguyên
Từ định danh englerti được đặt theo tên của Anton Franz Englert, hay được gọi là Cha Sebastian Englert, linh mục Giáo hội Công giáo ở đảo Phục Sinh, là một người đam mê khảo cổ học và lịch sử tự nhiên trên hòn đảo này.

## Phân bố và môi trường sống
S. englerti hiện chỉ được biết đến ở ngoài khơi đảo Phục Sinh, xa hơn là đảo San Félix thuộc quần đảo Desventuradas (tất cả đều thuộc Chile), thu thập ở độ sâu khoảng 38 m.

## Mô tả
Chiều dài cơ thể lớn nhất được ghi nhận ở S. englerti là 9 cm.